# Mistrovství světa v judu 2013
XXVIII. mistrovství světa probíhalo v Ginásio do Maracanãzinho v Riu de Janeiro ve dnech 26. srpna až 1. září 2013

## Program
- PON – 26.08.2013 – superlehká váha (−60 kg, −48 kg)
- ÚTE – 27.08.2013 – pololehká váha (−66 kg, −52 kg)
- STŘ – 28.08.2013 – lehká váha (−73 kg, −57 kg)
- ČTV – 29.08.2013 – polostřední váha (−81 kg, −63 kg)
- PÁT – 30.08.2013 – střední váha (−90 kg, −70 kg) a polotěžká váha (−78 kg)
- SOB – 31.08.2013 – polotěžká váha (−100 kg) a těžká (+100 kg, +78 kg)
- NEĎ – 01.09.2013 – soutěž týmů

## Česká stopa
podrobně zde
- −60 kg – Pavel Petřikov (JC Hradec Králové), prohrál v prvním zápase s Nizozemcem Salminenem na ippon-wazari.
- −73 kg – Václav Sedmidubský (USK Praha), prohrál ve třetím zápase se Slovincem Drakšičem na ippon.
- −81 kg – Jaromír Musil (Sokol Praha Vršovice), prohrál v prvním zápase s Gruzíncem Ciklaurim na ippon.
- −81 kg – Jaromír Ježek (Sokol Praha Vršovice), prohrál ve druhém zápase s Portugalcem Luzem na větší počet napomenutí.
- −90 kg – Alexandr Jurečka (JC Havířov), prohrál ve třetím kole se Švédem Dvärbym na juko.
- −100 kg – Lukáš Krpálek (USK Praha), prohrál v semifinále s Nizozemcem Grolem, v boji o třetí místo porazil Japonce Ona
- −100 kg – Michal Horák (USK Praha), prohrál v prvním kole s Brazilce Correou na ippon.

## Výsledky

### Muži
| Kategorie | Zlato                 | Stříbro                     | Bronz                  | Bronz                  |
| --------- | --------------------- | --------------------------- | ---------------------- | ---------------------- |
| −60 kg    | Naohisa Takató (JPN)  | Dašdavágín Amartüvšin (MGL) | Kim Won-čin (KOR)      | Orchan Safarov (AZE)   |
| −66 kg    | Masaši Ebinuma (JPN)  | Azamat Mukanov (KAZ)        | Masaaki Fukuoka (JPN)  | Giorgi Zantaraia (UKR) |
| −73 kg    | Šóhei Óno (JPN)       | Ugo Legrand (FRA)           | Dex Elmont (NED)       | Dirk Van Tichelt (BEL) |
| −81 kg    | Loïc Pietri (FRA)     | Avtandil Črikišvili (GEO)   | Alain Schmitt (FRA)    | Ivan Vorobjov (RUS)    |
| −90 kg    | Asley González (CUB)  | Varlam Lipartelijani (GEO)  | Kirill Děnisov (RUS)   | Ilias Iliadis (GRE)    |
| −100 kg   | Elchan Mammadov (AZE) | Henk Grol (NED)             | Dmitrij Peters (GER)   | Lukáš Krpálek (CZE)    |
| +100 kg   | Teddy Riner (FRA)     | Rafael Silva (BRA)          | Fajsal Džáballáh (TUN) | Andreas Tölzer (GER)   |

### Ženy
| Kategorie | Zlato                      | Stříbro                       | Bronz                       | Bronz                     |
| --------- | -------------------------- | ----------------------------- | --------------------------- | ------------------------- |
| −48 kg    | Mönchbatyn Uranceceg (MGL) | Haruna Asamiová (JPN)         | Charline Van Snicková (BEL) | Sarah Menezesová (BRA)    |
| −52 kg    | Majlinda Kelmendiová (KOS) | Érika Mirandaová (BRA)        | Juki Hašimotová (JPN)       | Mareen Krähová (GER)      |
| −57 kg    | Rafaela Silvaová (BRA)     | Marti Malloyová (USA)         | Vlora Beđetiová (SLO)       | Miryam Roperová (GER)     |
| −63 kg    | Jarden Džerbiová (ISR)     | Clarisse Agbegnenouová (FRA)  | Gévrise Émaneová (FRA)      | Anicka van Emdenová (NED) |
| −70 kg    | Yuri Alvearová (COL)       | Laura Vargasová Kochová (GER) | Kim Song-jon (KOR)          | Kim Pollingová (NED)      |
| −78 kg    | Sol Kjong (PRK)            | Marhinde Verkerková (NED)     | Mayra Aguiarová (BRA)       | Audrey Tcheuméová (FRA)   |
| +78 kg    | Idalis Ortízová (CUB)      | Suelen Althemanová (BRA)      | I Čong-un (KOR)             | Megumi Tačimotová (JPN)   |